# John Sharp Williams
John Sharp Williams (Memphis, 1854. július 30. – Yazoo City, 1932. szeptember 27.) az Amerikai Egyesült Államok szenátora (Mississippi, 1911–1923).